# Александер Волманн
Александер Волманн Осгорден (норв. Aleksander Walmann Åsgården; нар. 12 січня 1986, Порсгрунн, Норвегія) — норвезький співак і автор пісень. Представник Норвегії на Євробаченні 2017 року з піснею «Grab the Moment», разом з музичним продюсером JOWST.

## Біографія
Александер народився у місті Порсгрунн. У 2012 взяв участь в першому сезоні шоу «The Voice — Norges beste stemme». Посів друге місце у фіналі.

## Євробачення 2017
7 лютого 2017 Волманн і JOWST підтвердили, що вони візьмуть участь у національному відборі Норвегії на Євробачення 2017. У фіналі, що відбувся 11 березня, вони отримали 12 балів та стали представниками Норвегії на Євробаченні 2017.
За підсумками фінального журі посіли 10-те місце із 158 балів